# 田口誠 (経営者)
田口 誠（たぐち まこと、1963年1月21日 - ）は、日本の実業家。浦和レッドダイヤモンズ代表取締役社長。

## 人物
1963年、東京都出身。神奈川県立鎌倉高等学校、早稲田大学教育学部卒業。
1985年、三菱重工業株式会社入社。三菱重工業サッカー部（1990年-1992年は「三菱自動車工業サッカー部」）に所属し、JSL1部6シーズン60試合出場0得点/2部1シーズン28試合出場1得点を記録、同クラブがプロ化される1992年まで選手活動を続けた。同社秘書室長、総務部長を経て、2023年浦和レッドダイヤモンズ社長に就任。

## 略歴
- 1985年3月 早稲田大学教育学部教育学科卒業
- 1985年4月 三菱重工業株式会社入社
- 1996年1月 同社横浜製作所総務部総務課
- 2002年4月 同社社長室広報・IRグループ長
- 2016年4月 同社秘書室長
- 2021年10月 同社総務部長
- 2023年2月 浦和レッドダイヤモンズ株式会社代表取締役就任